# Miss Swaziland
Miss Eswatini est un concours de beauté féminine, destiné aux jeunes femmes habitantes et de nationalité swazie.
La sélection permet de représenter le pays au concours de Miss Univers.